# 1874 في إسبانيا
فيما يلي قوائم الأحداث التي وقعت خلال عام 1874 في إسبانيا.

## سياسة

### انتهاء فترة المنصب
- 8 يناير – نيكولاس سالميرون عضو مجلس النواب الإسباني  [لغات أخرى]‏.

## مواليد

### يناير
- 1 يناير – بارتوميو تيراداس لاعب كرة قدم إسباني.[1]
- 8 يناير – أنطونيو بالاثيوس مهندس معماري إسباني.[2]

### مايو
- 4 مايو – راميرو دي مايثتو[3]

### يونيو
- 11 يونيو – أثورين

### أغسطس
- 29 أغسطس – مانويل ماتشادو شاعر إسباني.[4]

## وفيات

### يوليو
- 6 يوليو – أماليا دي يانو (مواليد 1822) كاتبة إسبانية.[5]

### نوفمبر
- 21 نوفمبر – ماريانو فورتوني (مواليد 1838) رسام إسباني.[6]